# Экструзионный пенополистирол
Экструзионный пенополистирол (XPS, ЭПС, экструдированный пенополистирол) — синтетический теплоизоляционный материал, впервые созданный в США в 1941 году.
Экструзионный пенополистирол имеет широкую сферу применения: теплоизоляция фундаментов и цоколей, слоистой кладки и штукатурного фасада, кровли (инверсионные, традиционные, эксплуатируемые и др), полов, в том числе «тёплых». Также именно экструзионный пенополистирол применяется при строительстве автомобильных и железных дорог, снижая риск промерзания грунтов земляного полотна и последующего промерзания и вспучивания (морозное пучение грунта)
Материал решает задачи теплоизоляции спортивных площадок, холодильных установок и ледовых арен.
Экструзионный пенополистирол и полистирольный пенопласт состоят из одного вещества, но отличаются технологией создания гранул . Обычный пенопласт создается путём «пропаривания» микрогранул водяным паром их гиперувеличения под воздействием температуры пары пока не будет заполнена пеной пенополистирола вся форма. Экструзионный пенополистирол производится методом экструзии. Экструзионный пенополистирол получают путём смешивания гранул полистирола при повышенной температуре и давлении с введением вспенивающего агента и последующим выдавливанием из экструдера. Качественный экструзионный пенополистирол обладает равномерной, закрытопористой структурой, с диаметром ячеек 0,1-0,2 мм.
Специальный тип материала, обладающий плотностью 25..47 кг/м³ и высокой прочностью на сжатие, применяется при строительстве взлётных полос, автомобильных и железных дорог. Высокая прочность экструзионного пенополистирола является его главным преимуществом и позволяет его использовать не только как утеплитель, но и как строительный материал выполняющий иногда даже функции вспомогательных или несущих конструкций.
Экструзионный пенополистирол обладает низкой теплопроводностью (0,029-0,034), минимальным водопоглощением (0,2-0,4 %), малым удельным весом (25..45 кг/м³). По показателям теплоизоляции и легкости экструзионный пенополистирол несколько превосходит обычный пенополистирол низкой плотности (40 кг на м3), который имеет теплопроводность 0.038 Вт/(м*С).
К недостаткам экструзионного пенополистирола относится его высокая горючесть по классу Г3-Г4, в то время как многие производители пенопласта за счет специальных добавок добились фактически негорючих характеристик по классам Г1 и В1. Тем не менее, согласно СНиП 21-01-97 «Пожарная безопасность зданий и сооружений» и Федеральному закону № 123 экструзионные плиты высокой степени горючести (Г3-Г4) могут использоваться в конструкциях. При повышенных требованиях к пожарной безопасности используют экструзионный пенополистирол группы горючести Г3.
Также следует отметить, что согласно новому Федеральному законодательству (ФЗ № 123) для горючих теплоизоляционных материалов регламентируется определение показателя токсичности продуктов горения, для качественных пенополистиролов она составляет не более Т2- умеренноопасные. Кстати, показатель Т2 также присущ и материалам из дерева, например паркетам.
Срок службы материала сопоставим со сроком службы всего здания, у качественных производителей он составляет более 40 лет.